# Великий голод (фільм)
«Великий голод» — український документальний фільм про Голодомори в Україні. Фільм знятий у 2005 році.
Документальний фільм «Великий голод» створено редактором ТСН і журналістом Едуардом Лозовим разом з головним режисером ТСН Павлом Овечкіним. Фільм знімався півтора року. Його виробництво зупинилось восени 2004 — зіткнувшись з політичною кризою в країні і в мас-медіа зокрема. В 2005 році робота поновилася, було знято ще чимало нового матеріалу. Фактично, 26 листопада — це фінал тривалої роботи, але тема голоду для «1+1» цією роботою не закривається".

## Про фільм
«Награбоване в українських селах зерно радянська влада пароплавами і потягами вивозила за кордон. За золото для диктатури пролетаріату. А українські селяни гинули з голоду…»
«Іноземні мандрівники, які відвідували нашу країну впродовж віків, озивалися про неї одностайно: „Земля ця дуже багата і щедра“. На такій землі просто не могло статися такого. Але сталось…»
«Коли вмирає людина, зникає цілий світ. Коли мільйони ідуть у прірву, зникають цілі галактики. Якщо ти забудеш, за ким б'є цей дзвін, він битиме за тобою…»